# Jack Nicklaus (serie de videojuegos)
Jack Nicklaus es una serie de videojuegos de golf que recibe su nombre del golfista Jack Nicklaus. Fueron publicados por Accolade de manera continua desde 1988 hasta 1999 y volvió a lanzarse otro en 2016.

## Plataformas
Se han publicado versiones del juego para Amiga, Amstrad CPC, Apple IIGS, Atari ST, Commodore 64, MS-DOS, Macintosh, MSX, Nintendo Entertainment System, NEC PC-8801, Sharp X68000, TurboGrafx-16, PC Engine, SNES, Sega Megadrive, Microsoft Windows y vía Steam.